# Partito delle Famiglie di Germania
Il Partito delle Famiglie di Germania (Familien-Partei Deutschlands) è un partito politico tedesco.
Il programma del partito è incentrato sulle politiche a tutela della famiglia. Il partito vuole introdurre inoltre il diritto di voto per i minori, eseguito dai loro tutori legali.

## Storia
Il partito venne fondato in Baviera nel 1981 come Partito Tedesco delle Famiglie (Deutsche Familien-Partei). Il partito emerse dall'associazione "Madre come una professione", che fino alla fine degli anni '70 aveva provato a creare migliori condizioni economiche per le madri. Il nome del partito è stato cambiato verso la metà degli anni '90 in Famiglie - Partito della Famiglia di Germania (Familien - Partei Deutschlands Familie), mentre nel 2006 il nome è infine diventato Partito delle Famiglie di Germania (Familien-partei Deutschlands).
Nel 2004 il Familien-partei avviò una collaborazione con il Partito Ecologico-Democratico (ÖDP). In occasione delle elezioni del 5 settembre 2004 nel Land del Saar, alcuni esponenti dell'ÖDP vennero candidati nelle liste del Familien-partei, che raggiunse il 3,0% dei voti. Alle elezioni per il rinnovo del consiglio del Land di Brandeburgo, il Familien-partei raggiunse invece il 2,6%. Anche alle elezioni federali del 2005 l'ÖDP rinunciò a presentare la propria lista a favore del Familien-partei. La lista ottenne però solo lo 0,4% dei voti e nessun eletto al Bundestag. Alle elezioni del 2006 nei Land di Baden-Württemberg e Renania-Palatinato fu invece il Familien-partei a non presentarsi a favore dell'ÖDP. Tuttavia, verso la fine del 2006, il Familien-partei affermò di non avere intenzione di fondersi con l'ÖDP, sancendo così la fine della collaborazione tra i due partiti.
Ha ottenuto molti eletti nei consigli comunali nel Land del Saar.
Nel 2011, Hans Wagner, ex esponente della CDU poi passato al Familien-partei, viene eletto sindaco di St. Ingbert. Wagner è poi entrato in carica il 5 luglio 2012.
Alle elezioni europee del 2014 il partito ha ottenuto lo 0,69% dei voti ed un seggio al Parlamento europeo, grazie all'abolizione delle soglie di sbarramento da parte della Corte Costituzionale Federale tedesca. L'europarlamentare del Familien-partei, Arne Gericke, si è iscritto al Gruppo dei Conservatori e dei Riformisti Europei.

## Risultati elettorali
| Elezione      | Voti    | %    | Seggi   |
| ------------- | ------- | ---- | ------- |
| Europee 1994  | 2.781   | 0,0  | 0 / 99  |
| Federali 1998 | 24.825  | 0,1  | 0 / 669 |
| Europee 1999  | 4.117   | 0,0  | 0 / 99  |
| Federali 2002 | 30.045  | 0,1  | 0 / 603 |
| Europee 2004  | 268.468 | 1,0  | 0 / 99  |
| Federali 2005 | 191.842 | 0,4  | 0 / 614 |
| Europee 2009  | 252.121 | 1,0  | 0 / 99  |
| Federali 2009 | 120.718 | 0,3  | 0 / 622 |
| Federali 2013 | 7.449   | 0,0  | 0 / 631 |
| Europee 2014  | 202.803 | 0,7  | 1 / 96  |
| Federali 2017 | N.D.    | N.D. | N.D.    |
| Europee 2019  | 273.755 | 0,7  | 1 / 96  |